# Michael Daniel Treu
Michael Daniel Treu (* um 1634; † 22. März 1708 in München) war ein deutscher Theaterdirektor und Prinzipal.

## Leben
Michael Daniel Treu muss um das Jahr 1634 geboren worden sein, urkundlich findet er erstmals 1666 Erwähnung, als er sich mit einer Bitte um Spielerlaubnis an den Magistrat in Lüneburg wendet. Zuvor soll er sich einige Jahre am dänischen Hof aufgehalten haben. Im Jahre 1669 begab sich Treu nach München, wo er neunzehn Stücke zur Aufführung brachte, zwölf davon in der Residenz und sieben in dem kurfürstlichen Lustschloss zu Dachau. Nachdem die Darbietungen Treus und seiner Gattin Maria Clara gefielen, versuchte man, seine Gesellschaft an München zu binden, indem man die einzelnen Mitglieder beim Hofstaat unterbrachte bzw. mit „Wartegeld“ versorgte, bis eine in Aussicht gestellte Anstellung verfügbar wurde. Treu wurde in zwei kurfürstlichen Dekreten ein Jahresgehalt von 300 Gulden zugesichert. Um in den bairischen Dienst eintreten zu können, musste Treu zum katholischen Konfession konvertieren. Treu beschränkte seine schauspielerische Tätigkeit jedoch nicht auf den Hof, sondern trat auch in Aufführungen für die Bürgerschaft im großen Saale des alten Rathauses auf. Am Hof konkurrierte Treu mit französischen und italienischen Schauspielertruppen, was nichts daran änderte, dass seine Truppe zwischen 1677 und 1687 häufige Verwendung fand. Die Residenz des Kurfürsten Maximilian Emanuel II. in Brüssel sowie die anwachsende Finanznot in Bayern ließ das Verlangen nach theatralen Aufführungen allerdings allmählich in den Hintergrund treten. Treus Gattin verstarb am 12. September 1690. Treu selbst verbrachte, nachdem u. a. seine Einkünfte maßgeblich beschnitten wurden, seine letzte Lebensphase in äußerstem Elend. Nach seinem Tod am 22. März 1708 wurde er am Friedhof Sanct Petri nächst der Kreuzkirche beigesetzt.